# Tên trung tính
Tên trung tính (Tiếng Anh: Unisex name) là tên chính (given name, first name) có thể được đặt cho cả nam hoặc nữ. Ở một số nước người ta tránh việc đặt tên trung tính vì một số lý do về mặt xã hội, ở một số nước khác thì tên trung tính lại rất phổ biến.

## Tiếng Anh
Tên trung tính trong Tiếng Anh tương đối phổ biến trong vài thập kỷ vừa qua. Người có giới tính nữ được đặt tên nam có xu hướng gia tăng trong một thế kỷ qua ở các nước nói Tiếng Anh, trong khi chiều ngược lại hiếm. Một số ví dụ tên nam được đặt cho nữ và sau đó dần trở thành tên trung tính là: Ashley, Beverly, Evelyn, Hilary, Jocelyn, Joyce, Kelly, Lynn, Meredith, Shannon, Shirley, Sidney, Vivian, và Whitney. Tên trung tính hiện đại có thể được lấy từ tự nhiên (Lake, Rain, Willow), màu sắc (Blue, Grey, Indigo), địa điểm (Dakota, India, Montana), tên họ (Jackson, Mackenzie, Murphy), hay là các chính trị gia (Kennedy, Madison, Reagan).
Các tên trung tính phổ biến trong Tiếng Anh hiện nay bao gồm: Addison, Adrian, Ainsley, Alex, Alexis, Angel, Arden, Ashley, Aubrey, Avery, Bailey, Beverly, Blair, Brett, Cameron, Casey, Cassidy, Chance, Chase, Cherokee, Cody (Codi), Cory (Corey, Cori), Courtney, Dakota, Dale, Dana, Darby, Darcy, Devon (Devin), Dominique, Drew, Dylan, Elliott (Eliot), Ellis, Emerson (Emmerson), Emery, Evelyn, Finley, Fran, Gale (Gail), Grayson (Greyson), Hadley, Harlow, Harper, Hayden, Hayley, Hillary, Hollis, Hunter, Iman, Jamie, Jayden (Jaden, Jaiden), Jocelyn, Jordan, Joyce, Kai, Keegan, Kelly, Kelsey, Kendall, Kennedy, Kim, Kimberly (Kimberley), Lee (Leigh), Leslie (Lesley), Lindsay (Lindsey), Logan, London, Luca, Lynn (Lin), Mackenzie, Madison, Marlowe, Meredith, Micah, Morgan, Murphy, Noel (Noelle), Noor, Noah, Parker, Paris, Peyton (Payton), Phoenix, Quinn, Randy, Reese, Reilly (Riley), Remy, River, Robin, Rory, Rowan, Ryan, Sage, Sawyer, Shannon, Shelby, Shirley, Sheridan, Shiloh, Sidney (Sydney), Sky, Skyler (Skylar), Stacy (Stacey), Teagan (Taegan), Terry, Taylor, Tracy (Tracey), Vivian, và Whitney.
Một số ví dụ về tên trung tính của những người nổi tiếng ở các nước nói tiếng Anh như là: cựu tuyển thủ Anh môn bóng đá nam Ashley Cole và nữ diễn viên người Mỹ Ashley Greene, nam diễn viên người Anh Jamie Bell và nữ diễn viên người Mỹ Jamie Lee Curtis, nam diễn viên người Mỹ Morgan Freeman và nữ diễn diên người Mỹ Morgan Fairchild, nam diễn viên người Mỹ Taylor Lautner và nữ ca sĩ người Mỹ Taylor Swift.

### Nicknames
Nicknames là cách gọi tên thân mật, tình cảm trong Tiếng Anh và trong nhiều tiếng khác. Nicknames Tiếng Anh thường là giản lược của tên chính, có thể có thêm hậu tố "y", "i", hoặc "ie" (ví dụ Alexandra thành Alex, Andrew thành Andy). Một số tên nam và nữ sau khi biến đổi về nickname lại có dạng giống nhau (ví dụ Alexander là tên nam, Alexandra là tên nữ, nhưng khi gọi thân mật đều là Alex), biến chúng trở thành một tên trung tính. Một số nicknames trở thành rất phổ biến như Alex hay Pat mà người ta hoàn toàn có thể dùng chúng như một tên chính đứng riêng, tức là không phải dạng giản lược từ một tên khác. Sau đây là một số nicknames trung tính phổ biến ở các nước nói Tiếng Anh:
- Alex - Alexander, Alexandra, Alexis, Alexandria, Alexa, Alex
- Andi, Andie, Andy - Andrea, Andre, Andrew
- Ash - Asher, Ashley, Ashlyn, Ashton
- Berni, Bernie, Berny - Berenice, Bernard, Bernadette
- Berti, Bertie, Berty - Albert, Alberta, Alberto, Robert, Roberta, Roberto
- Bobbi, Bobbie, Bobby - Robert, Roberta, Roberto
- Cass - Casper, Cassandra, Cassian, Cassidy, Castiel
- Cassi, Cassie, Cassy - Casper, Cassandra, Cassian, Cassidy
- Charli, Charlie, Charly - Charlene, Charles, Charlotte
- Chris - Christian, Christine, Christina, Christoph, Christopher
- Christi, Christie, Christy - Christine, Christina, Christopher
- Dale - Dale
- Danni, Dannie, Danny - Daniel, Danielle
- Ed, Eddi, Eddie, Eddy - Edith, Edmund, Edward, Edwin, Edwina
- Fran - Frances, Francis, Francesca, Francesco, Francine
- Franki, Frankie, Franky - Frances, Francis, Francesca, Francesco, Francine, Frank, Franklin
- Franni, Frannie, Franny - Frances, Francis, Francesca, Francesco, Francine
- Freddi, Freddie, Freddy - Fred, Frederick, Frederica
- Gabbi, Gabbie, Gabby - Gabriel, Gabriella, Gabrielle
- Georgie - George, Georgeanna, Georgette, Georgia, Georgina
- Izzi, Izzie, Izzy - Isaac, Isabel, Isabella, Isabelle, Isidore, Isolde, Elizabeth
- Jacki, Jackie, Jacky - Jack, Jackson, Jacqueline, John
- Jay - Jacob, James, Jamie, Jane, Jayden, Jaeden
- Jess - Jesse, Jessica
- Jerri, Jerrie, Jerry - Gerald, Geraldine, Gerard, Jeremiah, Jeremy, Jerome
- Joey - Joanna, Joanne, Joseph, Josephine
- Joss - Jocelyn, Joseph, Josiah
- Kel - Kelly, Kelsey
- Kris - Kristin, Kristina, Kristine, Kristopher
- Leslie - Lester
- Liv - Olive, Oliver, Olivia
- Lou - Lewis, Louis, Louise, Lucas
- Louie - Louis, Louise
- Maddi, Maddie, Maddy - Madeline, Madison
- Mandi, Mandie, Mandy - Amanda, Amandus, Mandel
- Manni, Mannie, Manny - Emanuel, Emmanuel, Emmanuelle, Manfred
- Matti, Mattie, Matty - Mathilda, Matilda, Matthew
- Max - Maximilian, Maximus, Maxine, Maxwell
- Mel - Melanie, Melinda, Melissa, Melody, Melvin, Melina
- Micki, Mickie, Mickey, Micky- Michael, Michaela, Michelle, Mikayla
- Nat - Nathanael, Natalia, Nathalie, Natasha, Nathan, Nathaniel, Natalie
- Nicki, Nickie, Nicky - Nicholas, Nicola, Nicole, Nicolette, Nikita
- Oli, Olli, Ollie, Olly - Olive, Oliver, Olivia
- Pat - Patricia, Patrick
- Patti, Pattie, Patty - Patricia, Patrick
- Robbi, Robbie, Robby - Robert, Roberta, Roberto, Robin
- Ronni, Ronnie, Ronny - Ronald, Veronica
- Sacha, Sascha, Sasha - Alexander, Alexandra
- Sal - Sally, Salvador
- Sam - Samson, Samuel, Samantha
- Sammi, Sammie, Sammy - Samson, Samuel, Samantha
- Sandi, Sandie, Sandy - Alexander, Alexandra
- Shelli, Shellie, Shelly - Michelle, Sheldon, Shelton
- Stevie - Stephanie, Stephen, Steven
- Terri, Terrie, Terry - Terence, Teresa, Theresa
- Theo - Theobald, Theodora, Theodore, Theodoros
- Toni, Tonie, Tony - Anthony, Antonio, Antonia
- Val - Valentina, Valentine, Valentino, Valerie
- Vic - Vicky, Victor, Victoria
- Viv - Vivian, Viviana, Vivien, Vivienne.

## Tiếng Đức
Trong quá khứ, luật pháp Đức từng bắt buộc tên phải phân biệt được giới tính của đứa trẻ. Hiện tại chuyện này không còn đúng, khi luật pháp đã nước này đã cho phép việc đặt tên tự do hơn. Truyền thống bổ sung một tên thứ hai phù hợp với giới đứa trẻ cũng không còn được yêu cầu. Tuy vậy, tên trung tính trong Tiếng Đức khá hiếm, phần lớn là nicknames giản lược từ tên chính giống như trong Tiếng Anh. Ví dụ của tên trung tính trong Tiếng Đức là những tên bắt nguồn từ Tiếng Pháp như Pascal (hoặc Pascale) và Simone. Một số ví dụ khác là: Eike, Gustl, Toni, và Kai.

## Tiếng Hebrew (Tiếng Do Thái)
Trong Tiếng Hebrew hiện đại có khá nhiều tên trung tính, các ví dụ điển hình có thể kể đến như Gal, Tal, Noam hay Daniel (tên này chỉ trung tính trong thời hiện nay).

## Tiếng Nhật
Tuy rằng số lượng tên trung tính trong Tiếng Nhật không nhiều so với số lượng tên chính, nhưng lại được người Nhật sử dụng một cách rộng rãi. Các tên trung tính phổ biến trong Tiếng Nhật có thể kể đến:
- Akira
- Ataru
- Chiaki
- Haruka
- Harumi
- Hikaru
- Hiromi
- Hitomi
- Izumi
- Jun
- Juri
- Kaoru
- Katsumi
- Kazumi
- Kei
- Makoto
- Masami
- Mikoto
- Mitsuki
- Nagisa
- Nao
- Naomi
- Natsuki
- Rei
- Ryou (Ryoo, Ryō, Ryota)
- Satsuki
- Shinobu
- Shizuka
- Shou (Shoo, Shō)
- Tomomi
- Tsubasa
- Tsukasa
- Yutaka
- Yuu (Yu, Yū, Yuuya, Yuna,Yuzuru )
- Yuuki (Yuki, Yūki)
- Yoshi (Yoshie, Yoshio)

Một số người Nhật nổi tiếng như Hikaru Utada hay Ryo Nishikido đều mang tên trung tính. Giống như trong Tiếng Anh, nicknames trong Tiếng Nhật cũng là dạng giản lược của tên chính. Từ đó xuất hiện các nicknames trung tính, ví dụ như Ryounosuke là tên nam, Ryouko là tên nữ, nhưng rút gọn đều là Ryou.

## Tiếng Nga
Những tên nam phổ biến ở Nga như Nikita hay Misha (dạng ngắn của Mikhail) lại bị coi là tên nữ trong Tiếng Anh bởi có hậu tố "a" trong đó. Tuy nhiên, gần như tất cả các tên chính nữ ở Nga đều có hậu tố "a" hoặc "ya" kể cả họ. Ví dụ mẹ, vợ, hoặc con gái của một người đàn ông mang họ Ivanov thì đều sẽ mang họ Ivanova, còn con trai thì vẫn mang họ Ivanov (trường hợp điển hình là hai anh em vận động viên Nga nổi tiếng trong làng quần vợt, người anh trai là Marat Safin, người em gái là Dinara Safina). Giống như trong Tiếng Anh, một số tên nam và nữ khi giản lược về dạng nickname thì lại giống nhau, mặc dù đều có hậu tố "a" nhưng vẫn là các nicknames trung tính, ví dụ như: Sasha/Shura (Aleksandr và Aleksandra), Zhenya (Yevgeniy và Yevgeniya), Valya (Valentin và Valentina).

## Tiếng Pháp
Các tên trung tính trong Tiếng Pháp gốc là Camille, Claude, và Dominique. Ngoài ra có rất nhiều cặp tên nam nữ đánh vần khác nhau nhưng phát âm lại giống nhau như là André / Andrée, Frédéric / Frédérique hay Gabriel / Gabrielle. Trong một số trường hợp người dân ở các nước nói Tiếng Pháp kết hợp một tên nam và một tên nữ trong tên của họ (chủ yếu có tên Marie) như Jean-Marie, Marie-Jean, hay Marie-Pierre. Marie tưng là một cái tên kết hợp phổ biến thời trung cổ, tuy nhiên ngày nay chỉ có phụ nữ dùng nó trong tên kết hợp. Những người nổi tiếng mang tên kết hợp có thể kể đến như Jean-Marie Le Pen (nam), Marie-Jean Hérault de Séchelles (nam), Marie-Pierre Kœnig (nam), và Marie-Pierre Leray (nữ).

## Tiếng Tây Ban Nha
Tên trung tính trong Tiếng Tây Ban Nha cực kỳ hiếm gặp. Ở xứ Valencia và Catalonia, tên Pau (hay là Paul trong Tiếng Catalan) được sử dụng cho cả nam và nữ từ giữa thập niên 70. Maria, tên gốc là của nữ, có thể được sử dụng cho tên đệm của nam, phổ biến nhất là sau José (ví dụ José María). Ngược lại, José lại được sử dụng cho tên đệm của nữ trước Maria (Maria José).

## Tiếng Ý
Giống như trong Tiếng Nga, một số tên nam phổ biến trong Tiếng Ý như Andrea (tuyển thủ môn bóng đá nam Andrea Pirlo), Nicola, hay Luca (vua đầu bếp Mỹ mùa thứ tư Luca Manfè) bị coi là các tên trung tính hoặc tên nữ trong Tiếng Anh và một số tiếng châu Âu khác (như Tiếng Pháp hay Tiếng Tây Ban Nha) bởi có hậu tố "a" trong đó. Tương tự với các tên có hậu tố "e" như Simone, Gabriele, Michele, Davide, hay Daniele (tuyển thủ môn bóng đá nam Daniele De Rossi).

## Tiếng Việt
Luật pháp Việt Nam gần như không có ràng buộc nào trong việc đặt tên nên cách đặt tên người Việt rất đa dạng. Nhiều trường hợp nam mang tên nữ (ví dụ con trai tên Nga) và ngược lại, nữ mang tên nam (ví dụ con gái tên Sơn). Tên trung tính cũng không nằm ngoài sự đa dạng đó khi chúng xuất hiện rất phổ biến trong Tiếng Việt. Một số tên trung tính thường được người Việt sử dụng như là Anh, An, Hà, Hòa, Khánh, Linh, Thảo, Thanh, Phương, Hiếu, Minh, Châu, Bình, Giang, Hảo, Kim, Quỳnh, Tâm, Nguyên, Dương, Khuê, Tú,... Người Việt thường có xu hướng phân biệt giới tính của tên thông qua tên đệm, ví dụ như Quốc Khánh là tên nam (NSƯT Quốc Khánh) còn Ngân Khánh là tên nữ (diễn viên Ngân Khánh).